# 니시오야마역
니시오야마역(일본어: 西大山駅)은 일본 가고시마현 이부스키시의 철도역으로, 규슈 여객철도 이부스키마쿠라자키 선의 역이다.
북위 31도 11분에 위치하여, 1960년 개업 이래 오랫동안 일본 최남단의 역이었지만, 2003년 오키나와 도시 모노레일선(유이 레일)이 개업하면서 아카미네 역(북위 26도 11분 36초)에게 최남단 역의 지위를 넘겼다. 이때 "일본 최남단의 역"의 표시를 "본토 최남단의 역"으로 바꾸었으나, "오키나와는 본토가 아닌가"라는 의견 때문에 "JR 일본 최남단의 역"으로 변경되었다.

## 역 구조
하행선 열차 진행 방향으로 향해서 우측에 단선 승강장 1면 1선의 구조를 가진 지상역이자, 무인역이다. 역사는 없다.

## 역사
- 1960년 3월 22일 : 개업.
- 1987년 4월 1일 : 일본국유철도 분할 민영화에 의해, 규슈 여객철도가 승계.

## 역 주변
- 국도 제226호선

## 인접 역
| 이부스키마쿠라자키 선     | 이부스키마쿠라자키 선 | 이부스키마쿠라자키 선          |
| ------------------------- | --------------------- | ------------------------------ |
| 오야마 가고시마 중앙 방면 | ■ 보통                | 사쓰마카와시리 마쿠라자키 방면 |